# Konstantinos Lazaros
Konstantinos Lazaros (griechisch Κωνσταντίνος Λάζαρος; * 1877; † unbekannt) war ein griechischer Tauzieher.

## Erfolge
Konstantinos Lazaros nahm an den Olympischen Zwischenspielen 1906 in Athen teil. Bei diesen trat er gemeinsam mit Spyros Lazaros, Antonios Tsitas, Spyros Vellas, Vasilios Psachos, Georgios Papachristou, Panagiotis Trivoulidis und Georgios Psachos an. Die Mannschaft erreichte nach einem 2:0-Sieg gegen Schweden das Finale, in dem sie der Mannschaft des Deutschen Reiches mit 0:2 unterlagen, womit Lazaros und seine Mitstreiter die Silbermedaille erhielten.